# Instytut Podstawowych Problemów Marksizmu-Leninizmu
Instytut Podstawowych Problemów Marksizmu-Leninizmu (IPPM-L) – placówka naukowo-badawcza Polskiej Zjednoczonej Partii Robotniczej zajmująca się zagadnieniami marksizmu i leninizmu. 
Instytut powołany został 26 lutego 1974 uchwałą Biura Politycznego Komitetu Centralnego Polskiej Zjednoczonej Partii Robotniczej. W 1984 z połączenia Wyższej Szkoły Nauk Społecznych przy Komitecie Centralnym Polskiej Zjednoczonej Partii Robotniczej i Instytutu Podstawowych Problemów Marksizmu-Leninizmu utworzono Akademię Nauk Społecznych.

## Dyrektorzy
- Andrzej Werblan 26 lutego 1974–20 maja 1981[2]
- Augustyn Wajda 20 maja 1981–27 listopada 1981[2]
- Jerzy Wiatr 27 listopada 1981–20 lutego 1984[2]

## Siedziba
Mieściła się w Warszawie przy ul. Chopina 1, róg Al. Ujazdowskich 19 (1980), w budynku wybudowanym w 1948 dla Komitetu Centralnego PPR w miejscu wypalonej kamienicy Spokornego, później zajmowanym przez KC PZPR a następnie Komitet Warszawski PZPR.